# 凱斯穆湖

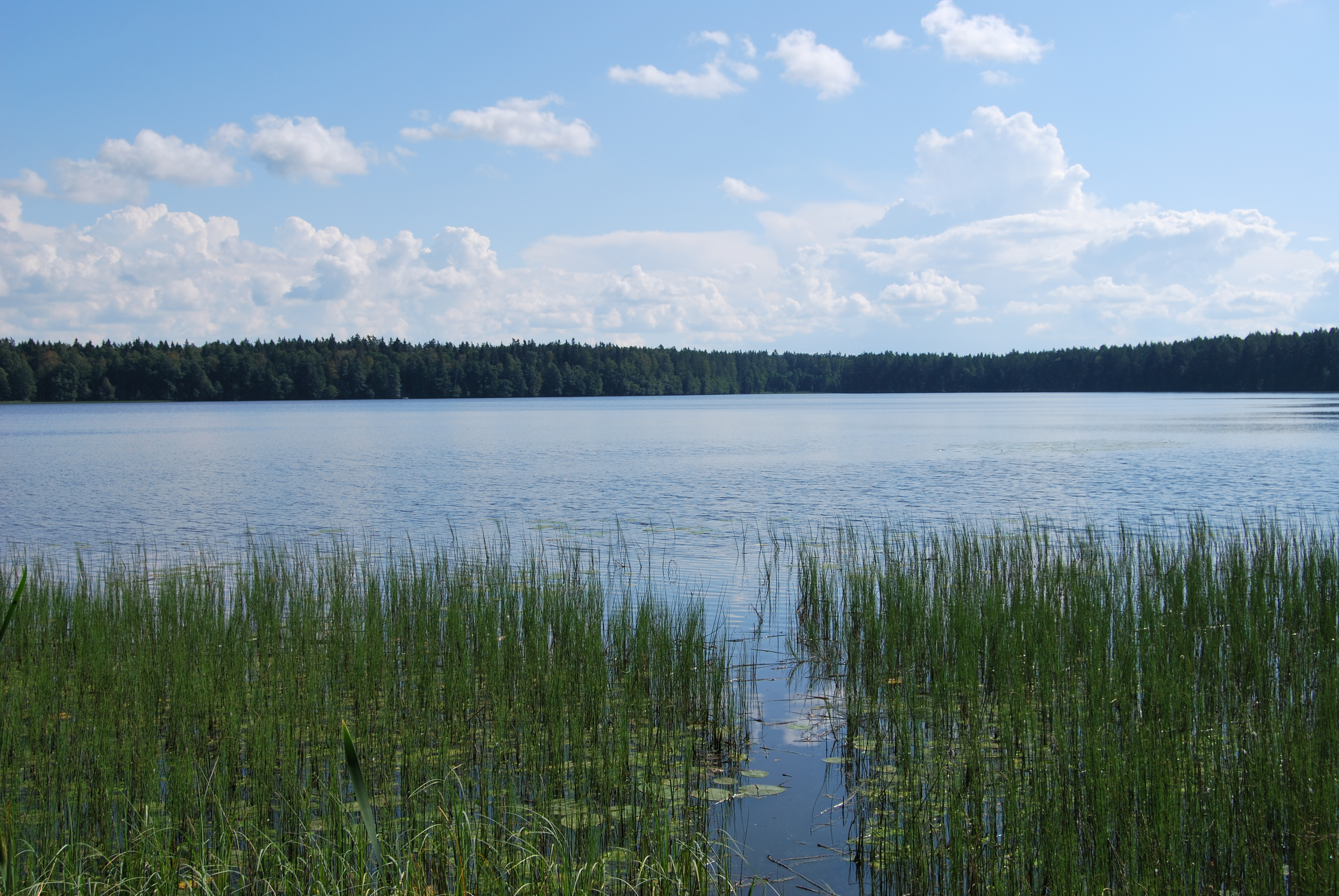

凱斯穆湖是愛沙尼亞的湖泊，由西維魯縣負責管轄，海拔高度3.9米，長1公里、寬0.56公里，面積0.43平方公里，平均水深2米，最大水深3米，該湖有22種水生植物。
59°35′N 25°53′E / 59.583°N 25.883°E